# Purgałki
Purgałki (niem. Purgalken) – wieś w Polsce położona w województwie warmińsko-mazurskim, w powiecie działdowskim, w gminie Iłowo-Osada.
W latach 1975–1998 miejscowość administracyjnie należała do województwa ciechanowskiego.

## Rys historyczny
Pierwsze zapisy o miejscowości pochodzą z roku 1735, nazywano ją wówczas Wolą Purgalską. Powstała ona w miejscu wykarczowanego lasu należącego do dóbr białuckich. Według E.Sukertowa-Biedrawina, we wsi wyrabiano pasiaki i płótna.
Do czasów dzisiejszych zachował się jedynie budynek szkoły z czasów wilhelmińskich, a za wsią - dom Straży Granicznej.